# Gambo Adamou
Pas d'image ? Cliquez ici

a Compétitions nationales et continentales officielles uniquement.

b Matchs officiels uniquement.
Dernière mise à jour le 20 mai 2019.
Gambo Adamou, né le 5 février 1986 à Yaoundé (Cameroun), est un joueur camerounais de rugby à XV jouant au poste de troisième ligne aile au Havre Athletic Club rugby depuis 2021.

## Biographie
Repéré par le Castres olympique à Yaoundé, il est intégré au centre de formation du club tarnais. Très solide et mobile à ses débuts, il acquiert une certaine renommée lors de son prêt en Pro D2 à Oyonnax. Rappelé par le CO, il ne s'impose pas et n'est pratiquement pas appelé en équipe une par le duo d'entraîneurs Labit-Travers. Il repart en Pro D2 et est de plus en plus utilisé en deuxième ligne à partir de 2014.